# Джон Мак-Кейзен
Джон Джуліан Мак-Кейзен (англ. John Julian McKeithen; 28 травня 1918 — 4 червня 1999) — американський політик, 53-й, двократний губернатор штату Луїзіана від Демократичної партії.
Був губернатором з 1964 по 1972 р. Вперше в історії штату обиратися губернатором дічі поспіль. Як губернатор, розвивав політичну платформу Х'юї Лонга, робив акцент на розвитку інфраструктури штату, наполягав на будівництві стадіону Louisiana Superdome в Новому Орлеані.